# Antonín Procházka (volejbalista)
Antonín Procházka (* 3. dubna 1942, Brno) je český volejbalista, reprezentant Československa, člen bronzového týmu na LOH 1968 v Mexiku. Je také vicemistrem Evropy z roku 1967.